# Петля Маха
Петля Маха (також відома як петля Мачинллет ) — низка долин у Великій Британії в західно-центральному Уельсі, відомих тим, що вони використовуються як тренувальні майданчики низьковисотного рівня для швидкісних літаків. Система долин лежить за 13 км на схід від Бармута між містами Долгеллау на півночі та Мачинллет на півдні, від останнього з яких і бере свою назву. Навчальний район є частиною Системи низьковисотного польоту Сполученого Королівства та знаходиться в районі низьковисотного польоту 7 (LFA7), який охоплює більшу частину Уельсу. 

## Діяльність
Літаки, помічені в цьому районі, включають літаки Королівських ВПС Airbus A400M, Typhoon, Hawk та C-130J Super Hercules і Short Tucano, а також F-15C Eagles і F-15E Strike Eagles U.S. Air Force, які базуються в RAF Lakenheath і MC- 130 і V-22 Osprey з RAF Mildenhall .  Літаки інших європейських країн, як-от F-16 Fighting Falcon, бельгійського авіакомпоненту, були помічені під час тренувань у петлі Маха. 
У грудні 2018 року Міністерстві оборони рекомендовало скорочення кількості літаків, які мають використовати петлю Маха. Згодом фронтові ескадрильї Королівських ВПС з літаками Typhoon і F-35B більш не літали через Петлю Маха. Всі літальні апарати, які не базуються у Великій Британії, також не можуть використовувати петлю, якщо це не частина навчань у Великій Британії. 

## Фотографія
Петля Маха — одне з дуже небагатьох місць у світі, де спостерігачі та фотографи можуть побачити бойові літаки, що пролітають нижче рівня спостерігачів . Ллин і Три Греєнин є популярною оглядовою точок, бо поруч є автостоянка, розташована коло місця прольоту літаків.

## Дивись також
- Райдужний каньйон (Каліфорнія)

## зовнішні посилання
- Розклади підготовки до низьких польотів RAF
- MachLoop.co.uk